# Åre

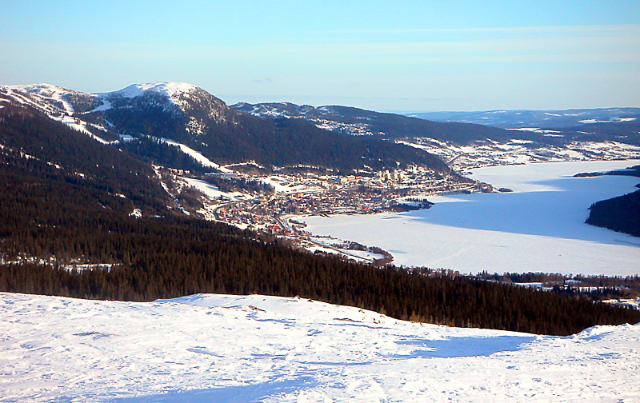
Åre mit Åre-See

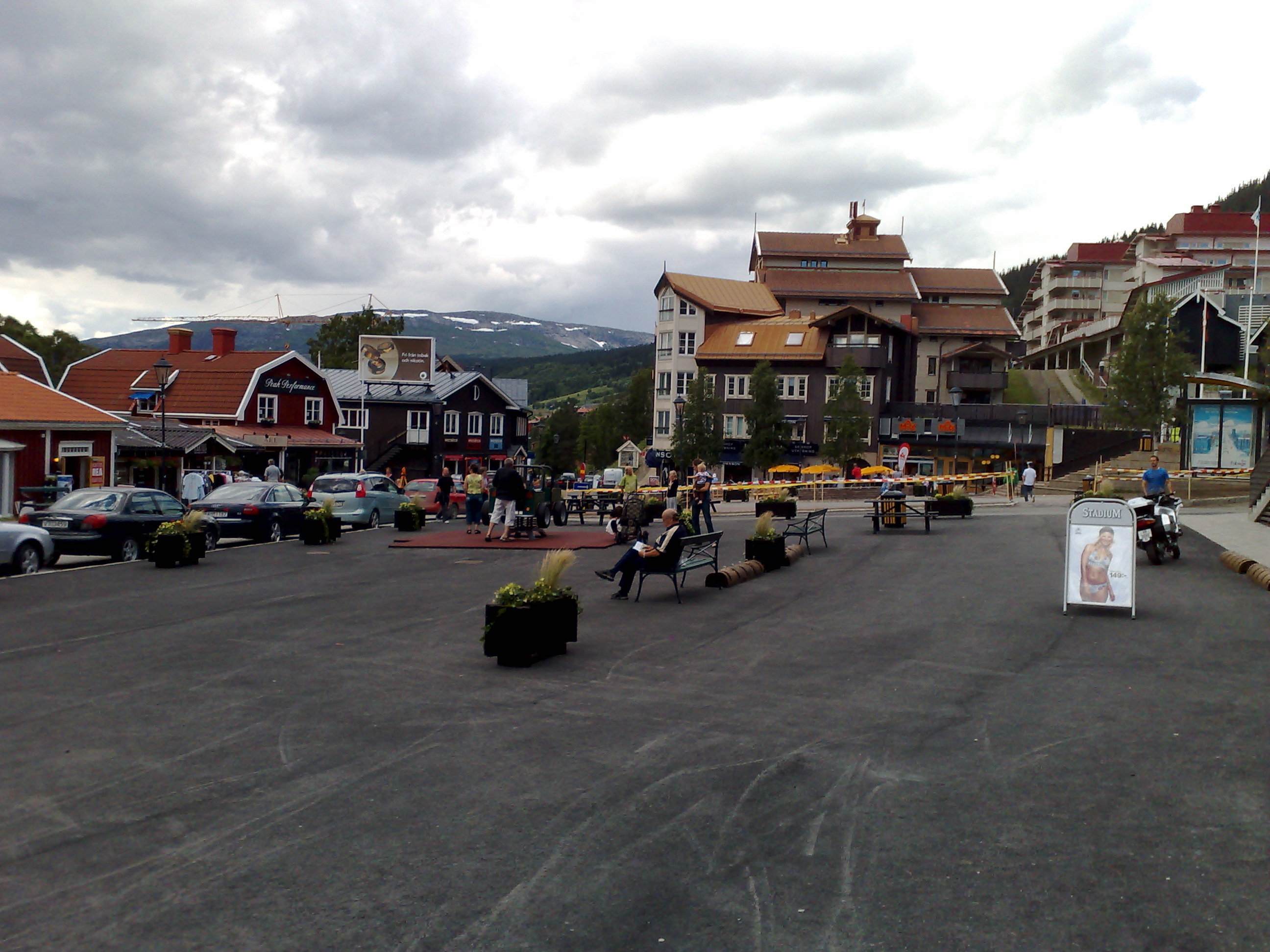
Zentrum von Åre

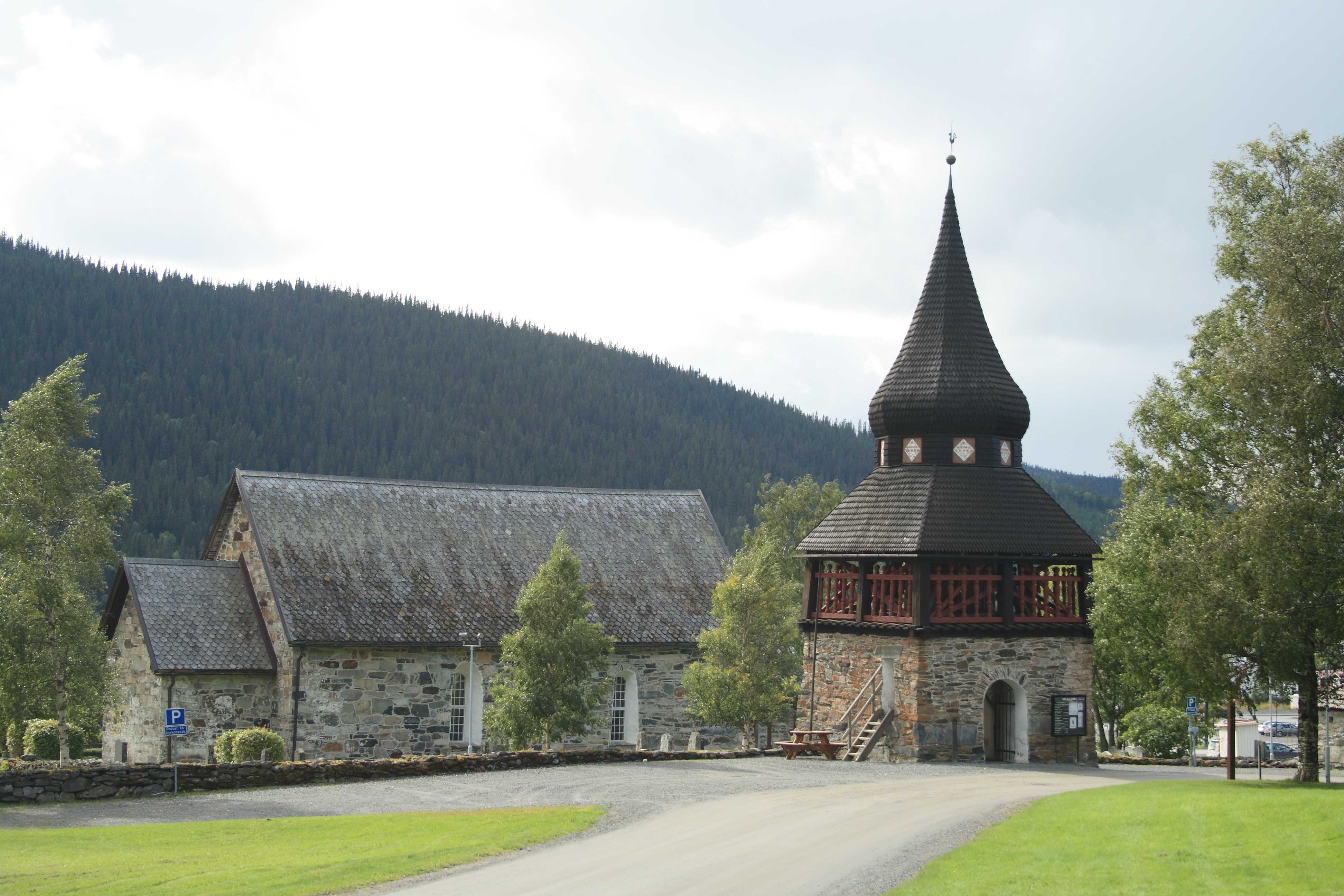
Kirche von Åre

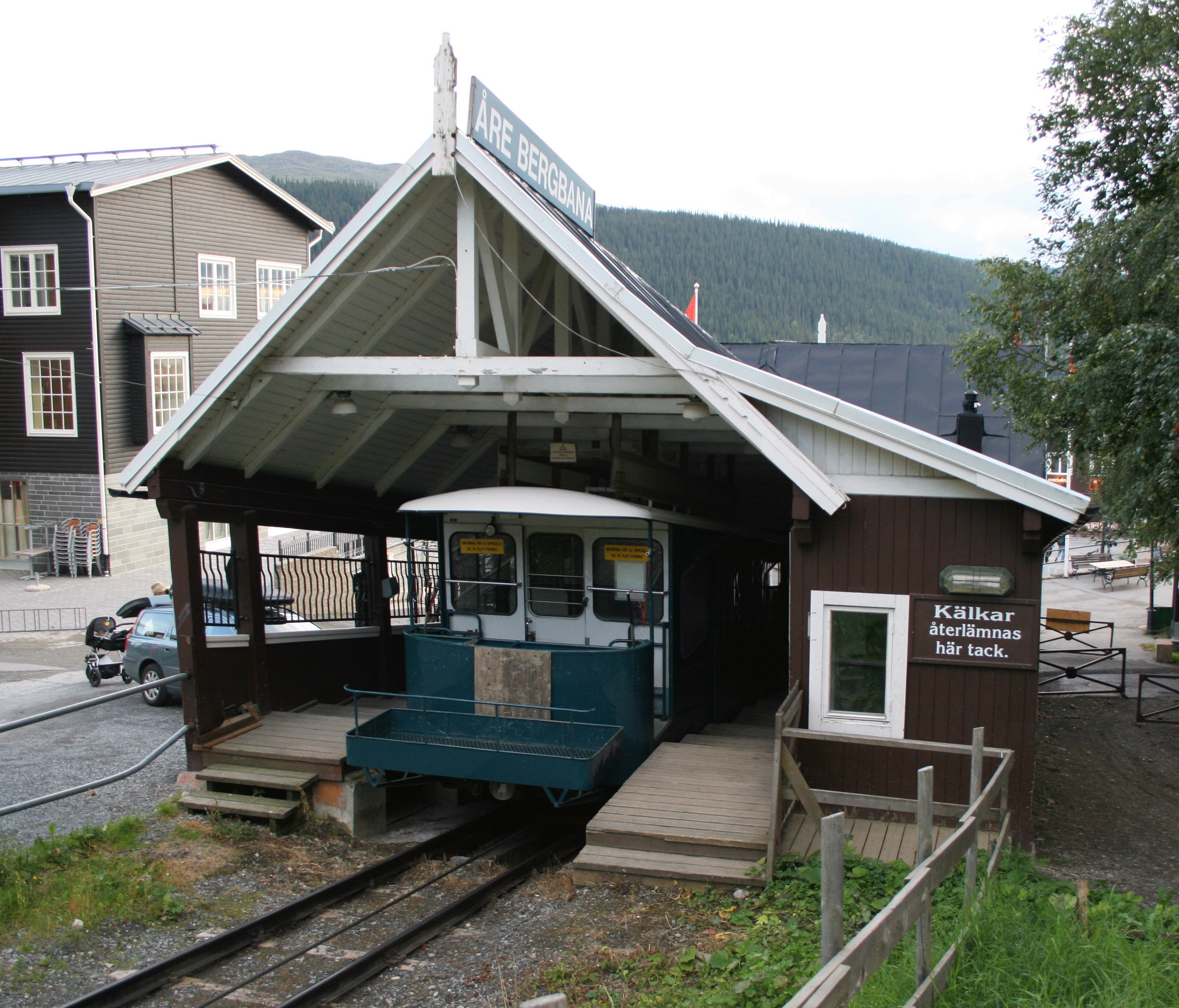
Talstation der Bergbanan

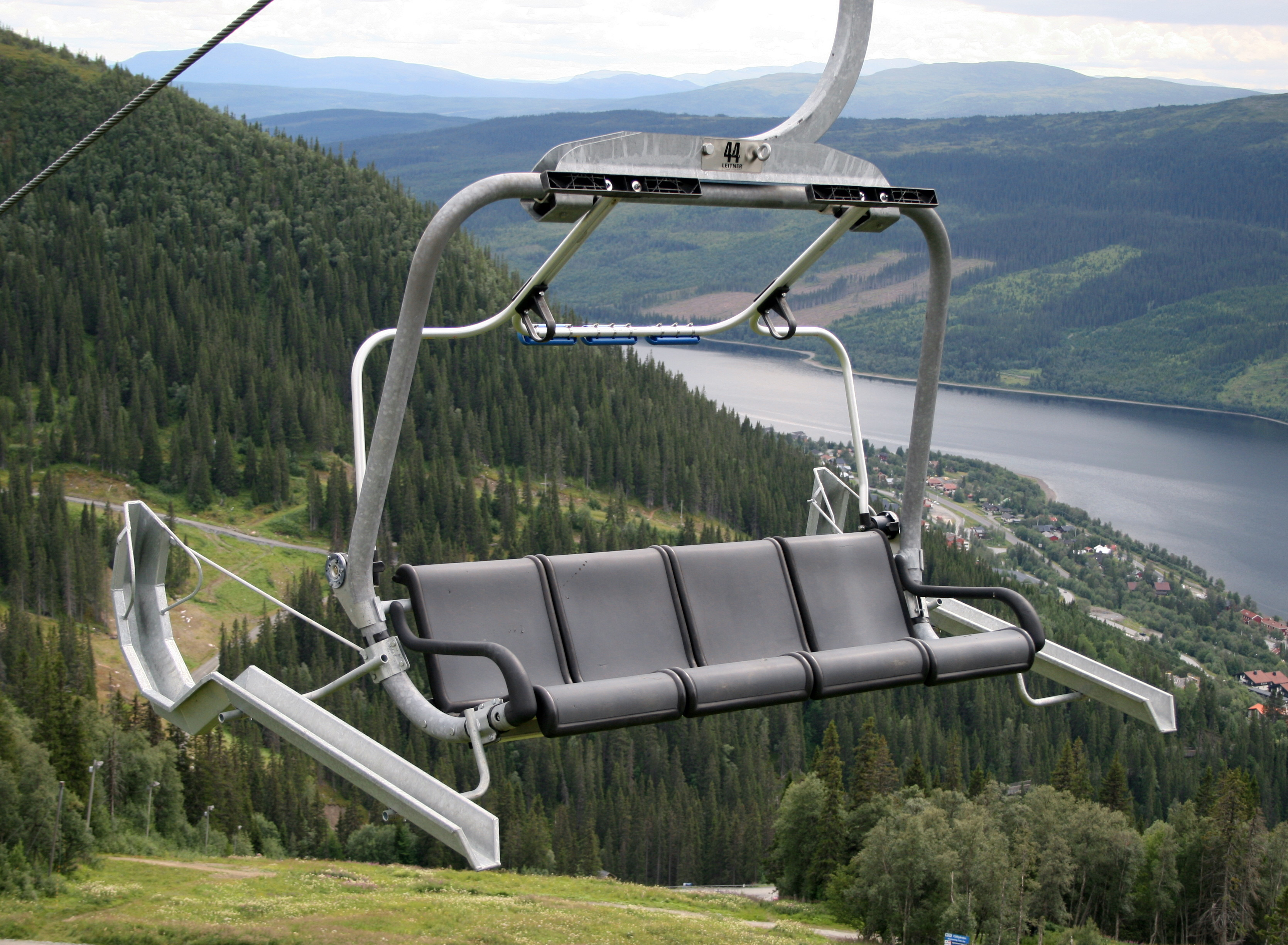
Hummellift mit Fahrradhalter

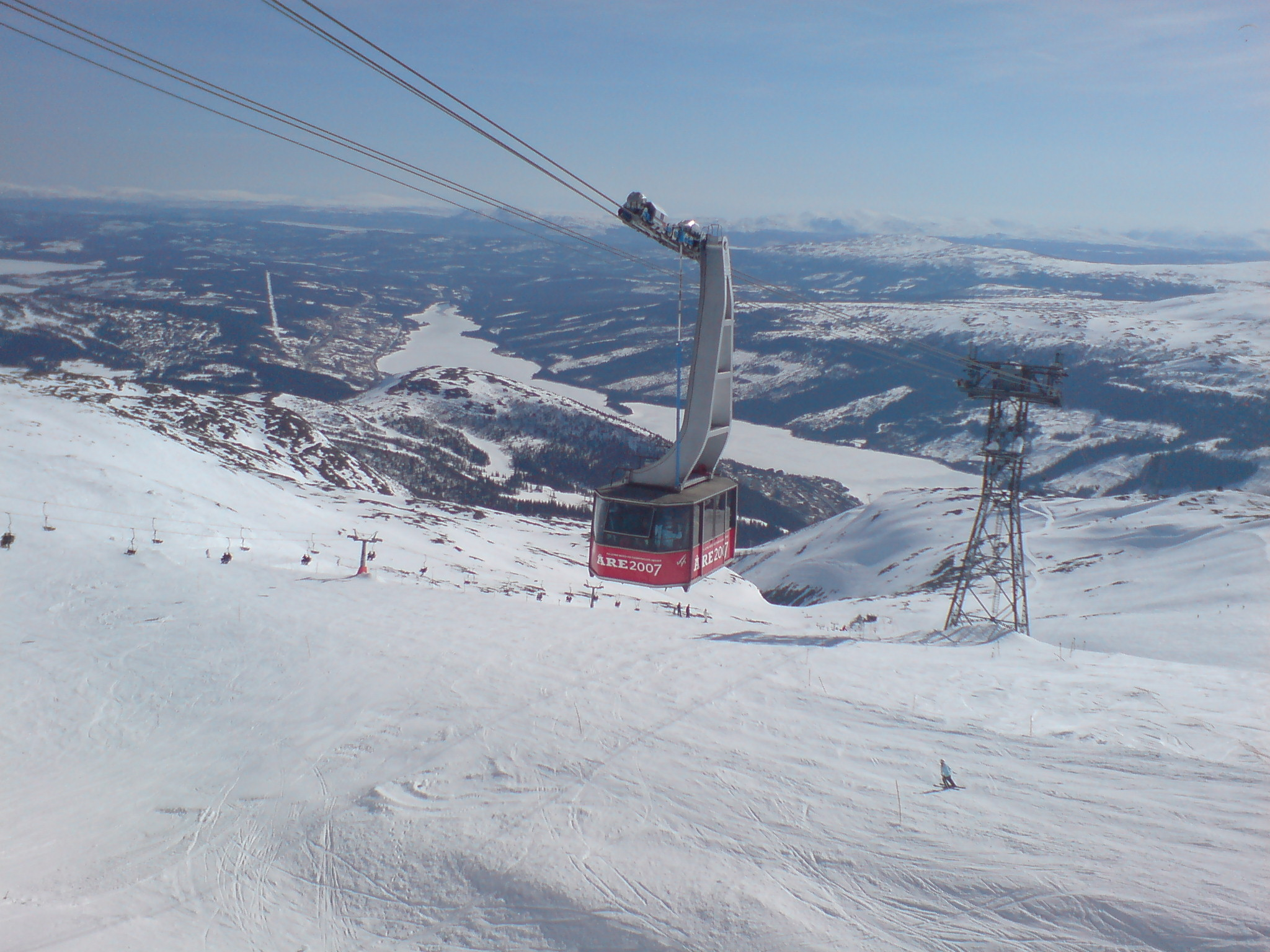
Kabinbanan

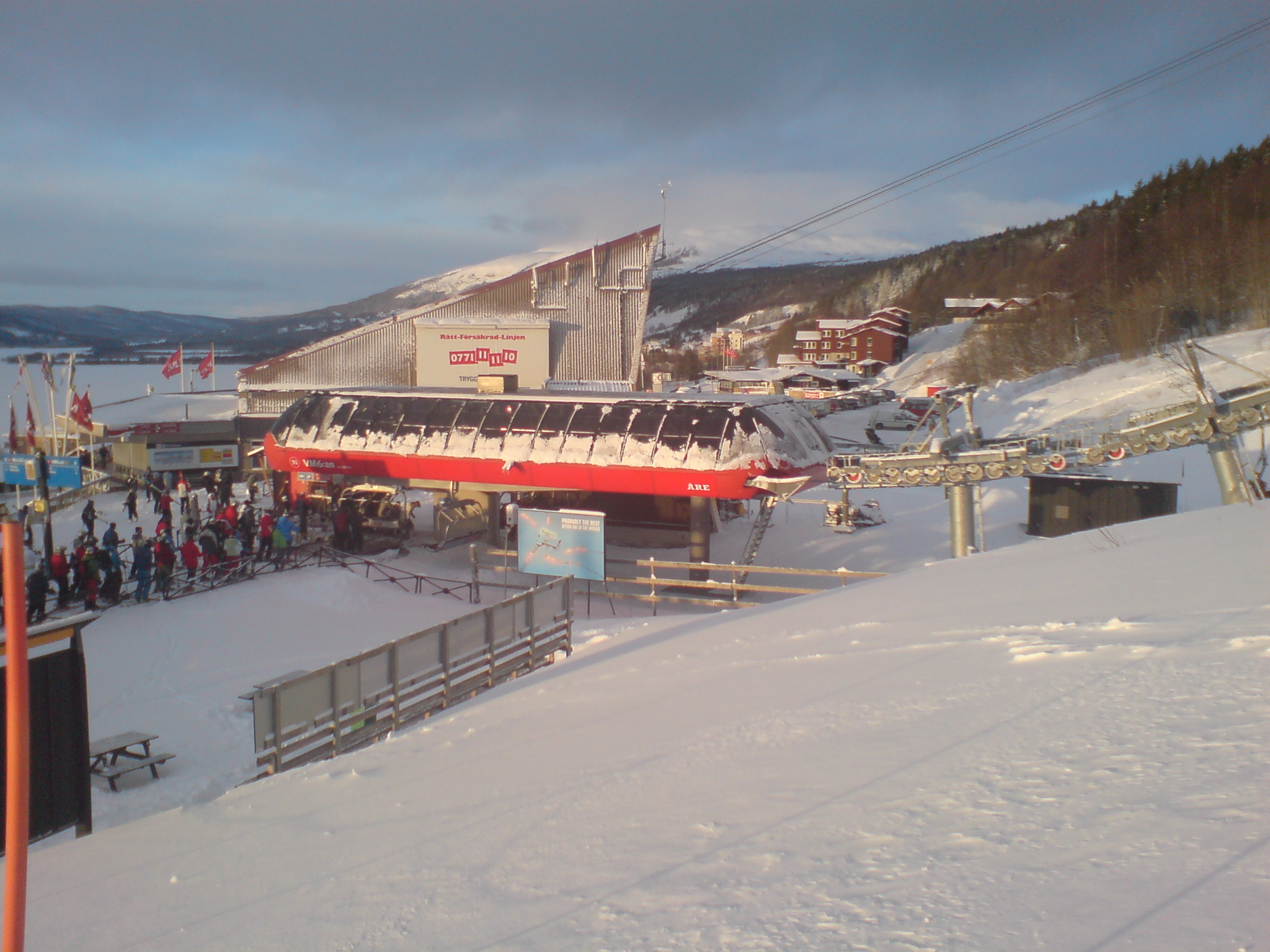
Talstation in Åre

Åre [ˈoːre] ist ein Ort (tätort) in der schwedischen Provinz Jämtlands län und der historischen Provinz Jämtland. Es liegt etwa 97 Kilometer nordwestlich von Östersund in der gleichnamigen Gemeinde, ist aber nicht deren Hauptort. Åre liegt am Fuß des 1420 Meter hohen Berges Åreskutan. Eine Standseilbahn aus dem Jahr 1910 sowie Pendelbahnen, Gondelbahnen und Skilifte erschließen das Skigebiet, das zu den ältesten und wichtigsten Schwedens gehört. Der Ort liegt am Indalsälven, der hier zum See verbreitert ist.
Die östlichen Nachbarorte von Åre sind Björnänge und Undersåker. Das westlich gelegene Duved ist seit 2015 Teil des Tätorts Åre, nachdem die Ortschaften durch den Ausbau der dazwischen liegenden Wohn- und Ferienhausgebiete wie Ullån, Kläppen, Ängena, Tegefjäll und Tegefors allmählich zusammengewachsen sind.

## Entwicklung des Tourismus
Erste Reisende kamen bereits im 12. Jahrhundert nach Christus nach Åre. Diese Touristen waren Pilger, die zum Grab des heiligen Olav in Trondheim (damals: Nidaros) pilgerten.
Åre war zunächst ein Bauerndorf, bis mit der Fertigstellung der Mittbanan im Jahr 1882 der Tourismus begann. Die ersten Touristen gehörten der gebildeteren Schicht an; unter ihnen waren viele Professoren, Doktoren, Architekten und Studenten. Sie kamen überwiegend im Sommer und wohnten auf den Bauernhöfen. Unter anderem waren sie botanisch interessiert und suchten die seltenen Pflanzen des Fjälls für ihre Herbarien.
Im Jahre 1895 wurde das erste größere Hotel in Åre gebaut.
Im Jahre 1906 gab es den Vorschlag, eine Bergbahn (schwedisch: Bergbanan) von Åre bis auf den Gipfel des Åreskutan zu bauen. Die geplante Route ging vom Åre Torg (Platz) über das Östra Platån und den Mörvikshummeln bis auf den Gipfel. Die Strecke wurde jedoch nur bis zum Östra Platån (beim Hotell Fjällgården) verwirklicht und ab 1908 durch von Roll/Habegger für 230.000 sKr gebaut und am 7. März 1910 eröffnet. Von allen Aufstiegshilfen startet nur die Åre Bergbana(n) vom historischen Ortszentrum westlich der Hauptstraße. Die Standseilbahn hat eine Länge von 790 m und eine Spurweite von 1067 mm (3 ft. 6 in.), sie führt von 398 m bis auf 556 m Höhe. Die Strecke hat ein Gleis mit einer Abtschen Ausweiche – zugleich Mittelstation – und etwas oberhalb eine 15°-Linkskurve. Das Seil vom (linken) hellblauen zum roten Wagen wird an der Umlenkrolle oben seit langem elektrisch angetrieben. Jeder Wagen fasst insgesamt 60 Personen in 3 abgestuft liegenden Kabinen oder Abteilen. Mit einer Geschwindigkeit von 2,1 m/s und einer Fahrzeit von 6:50 Minuten können bis zu 400 Personen/Stunde je Richtung transportiert werden.
Seit 22. August 2008 hat die Bergbanan samt Verbindungsweg von der Talstation zur alten Eisenbahnstation im Ort den Status eines Baudenkmals (byggnadsminne) und ist weiterhin in Betrieb. Neben den Schienen der Bergbanan befand sich zu Beginn auch eine Bobbahn.
Durch die Bergbanan kam der Wintersport nach Åre und die Anzahl der Hotels und der Touristen stieg an. Die meisten Touristen waren jedoch weiterhin die botanisch interessierten Sommertouristen.
Im Jahr 1918 bekam Åre Elektrizität.
Am 6. Januar 1940 wurde in Åre der erste Skilift Schwedens, der Lundgårdslift, eröffnet. Der Lundgårdslift befand sich im Gebiet des heutigen Skiliftes VM 8. Der Lundgårdslift war die erste Alternative zur Bergbanan, um auf den Åreskutan zu kommen. Er war bis 1965 in Betrieb.
1952 wurden die Skilifte zum Mörvikshummeln gebaut. Dadurch wurde Åre für die Wintersporttouristen interessanter, weil es damals erst in wenigen Orten Schwedens Skilifte gab.
1954 fanden in Åre die alpinen Skiweltmeisterschaften statt. Sie markierten einen Wendepunkt für den Tourismus, weil fortan mehr Winter- als Sommertouristen kamen. Den neuen Touristen fehlte das Interesse der früheren Touristen nach der Ruhe und der Stille des Fjälls. Sie wollten die Berge auch nicht mehr besteigen, sondern stattdessen schnell auf Skiern wieder herunterfahren.
Zwischen 1954 und 1970 gab es in Åre fast keine weitere Entwicklung und andere Orte wie Duved holten in der Gunst der Touristen auf, da es hier im Vergleich zu Åre ruhiger war. Åre blieb jedoch der größte Wintersportort Schwedens.
Von 1970 bis ca. 1990 wurde Åre stark ausgebaut. Errichtet wurden Lifte, Hotels und Diskotheken. In diese Zeit fiel auch der Ausbau und die Verlegung der Hauptstraße (E14), wodurch der Ort in zwei Teile geteilt wurde. Heute über- bzw. unterqueren zwei Skipisten und ein Skilift die E 14 die einen Großteil des Ortes von seinem Skigebiet trennt.
Im Jahr 1975 beschloss der schwedische Staat den Ausbau von Erholungsgebieten, wozu auch der Tourismus zählte. Von diesem Programm profitierte auch Åre, da der Staat Geld für den Ausbau der Infrastruktur, unter anderem der Skilifte bereitstellte. Zu diesem Programm gehörte der Bau der Kabinbanan 1976, mit der man bis zu einer Höhe von
1274 Metern des 1420,10 Meter hohen Åreskutan gelangt. Die Kabinbanan fährt über 60 Meter hohe Masten, die für Windgeschwindigkeit von mehr als 70 m/s ausgelegt sind. Anfang der 1980er Jahre wurde das Skigebiet von Björnen/Björnänge ausgebaut. 1985 wurde in Åre die Abfahrtspiste Störtloppet eröffnet, auf der Weltcuprennen stattfinden. Die Piste wurde von dem Schweizer Planer für Abfahrtspisten Bernhard Russi entworfen. Der höchste Sprung dieser Piste, der Russi-Sprung, wurde nach ihm benannt.
Von den Problemen der 1990er Jahre auf dem schwedischen Immobilienmarkt war auch Åre betroffen. Ein zusätzliches Problem in dieser Zeit waren drei sehr schneearme Winter hintereinander, und ein Orkan zerstörte Teile des Liftsystems. Als Konsequenzen wurde zum einen die Kapazität der Schneekanonen ausgebaut, um die Skisaison zu verlängern. Zum anderen wurde eine Verwaltungsorganisation für den Tourismus im Skigebiet von Åre, die Årefjäll AB, gegründet. Die Årefjäll AB bestand aus den Dörfern des Skigebietes, den Liftbetreibern und einem Busunternehmen der Region. Später wurde die Årefjäll AB von der Skistar AB gekauft, die die Skilifte betreibt und viele Ferienwohnungen und Hotelzimmer vermietet.
Ende der 1990er Jahre gab es Überlegungen, wie auch der Sommertourismus in Åre wieder ausgebaut werden kann. Dafür wurde der Berg für Mountainbikes zugänglich gemacht. In diesem Zusammenhang fand 1999 auch die WM im Mountainbike in Åre statt. Derzeit (2013) haben im Sommer sieben Sessellifte und Gondeln für die Mountainbikefahrer und ihre Fahrräder geöffnet.

## Infrastruktur
Åre liegt an der Europastraße 14 zwischen Östersund und Trondheim. Åre besitzt einen Bahnhof an der Bahnstrecke Sundsvall–Storlien, von dem aus es regelmäßige Zugverbindungen nach Östersund, Trondheim, Stockholm und Südschweden gibt. Für die alpine Ski-WM 2007 wurde der Bahnhof renoviert.

## Sehenswürdigkeiten
Die Kirche von Åre, die gamla kyrka wurde Ende des 12. Jahrhunderts gebaut und liegt am Pilgrimsleden nach Trondheim.
10 Kilometer nordöstlich von Åre befindet sich die Fröå Gruva, eine ehemalige Kupfergrube aus dem Jahre 1746, die heute ein Freilichtmuseum ist.
22 Kilometer westlich von Åre befindet sich der Tännforsen, Schwedens größter Wasserfall.

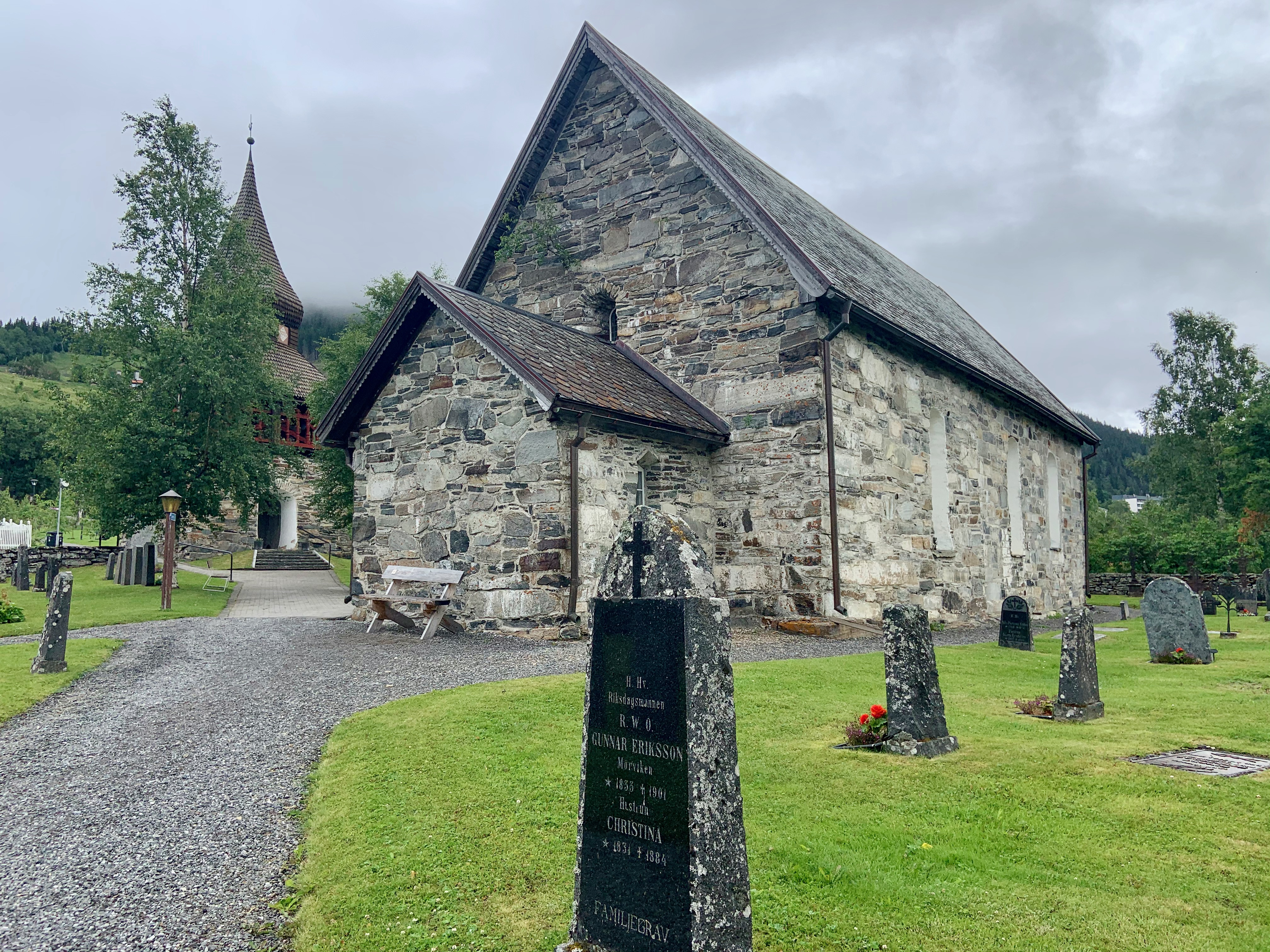
Die Alte Kirche von Åre
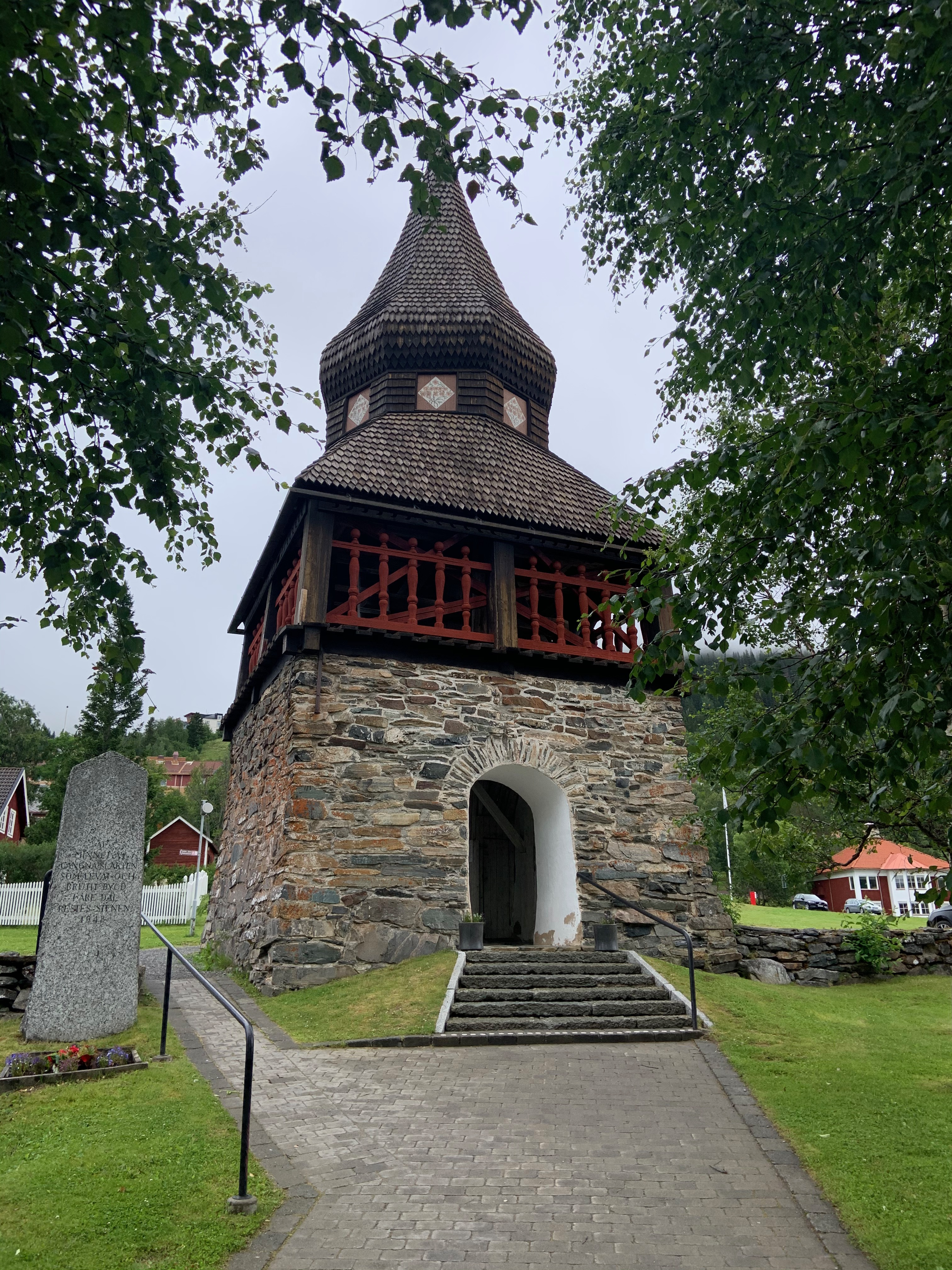
Der Glockenstapel
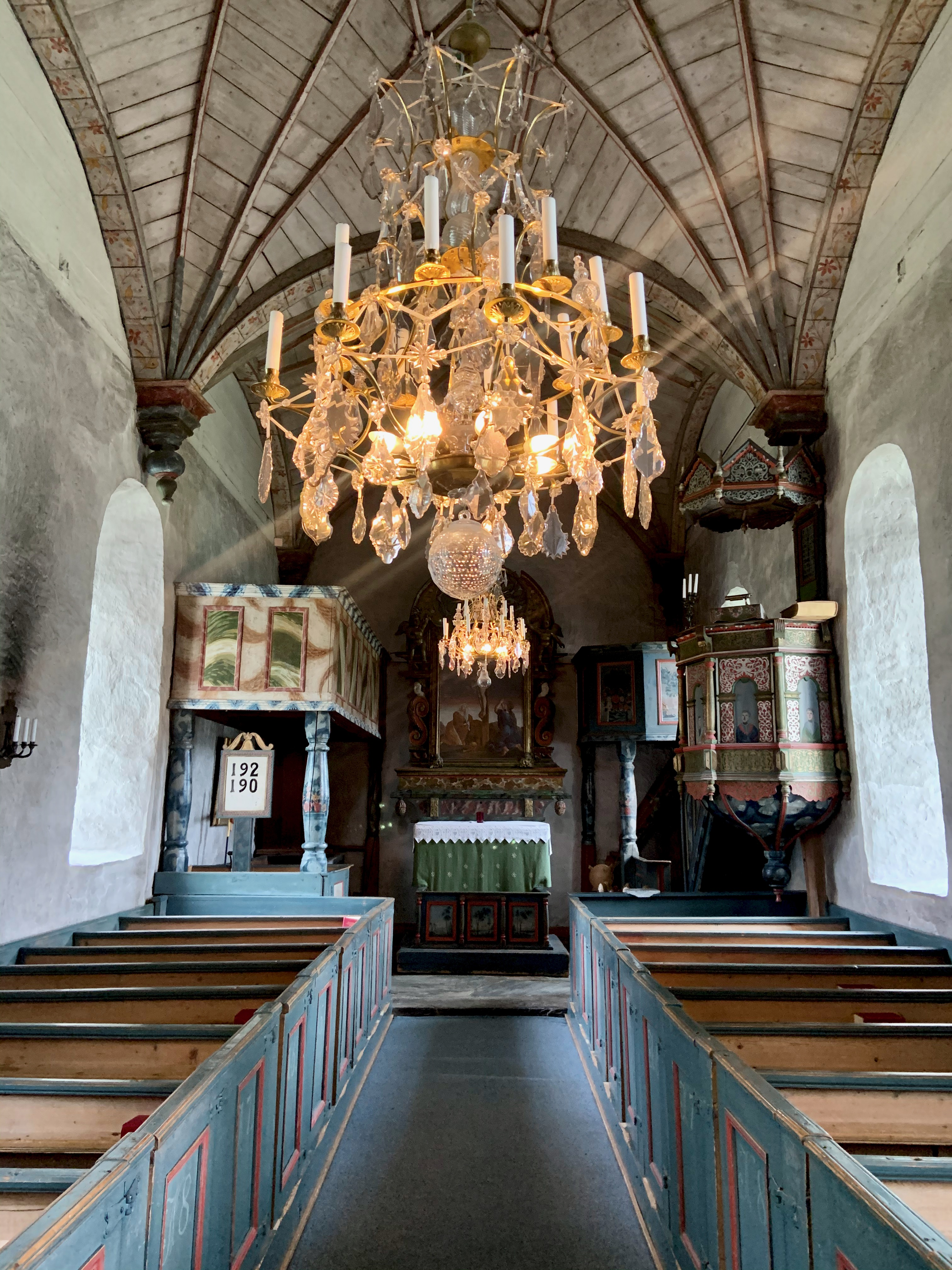
Interieur und Mittelgang
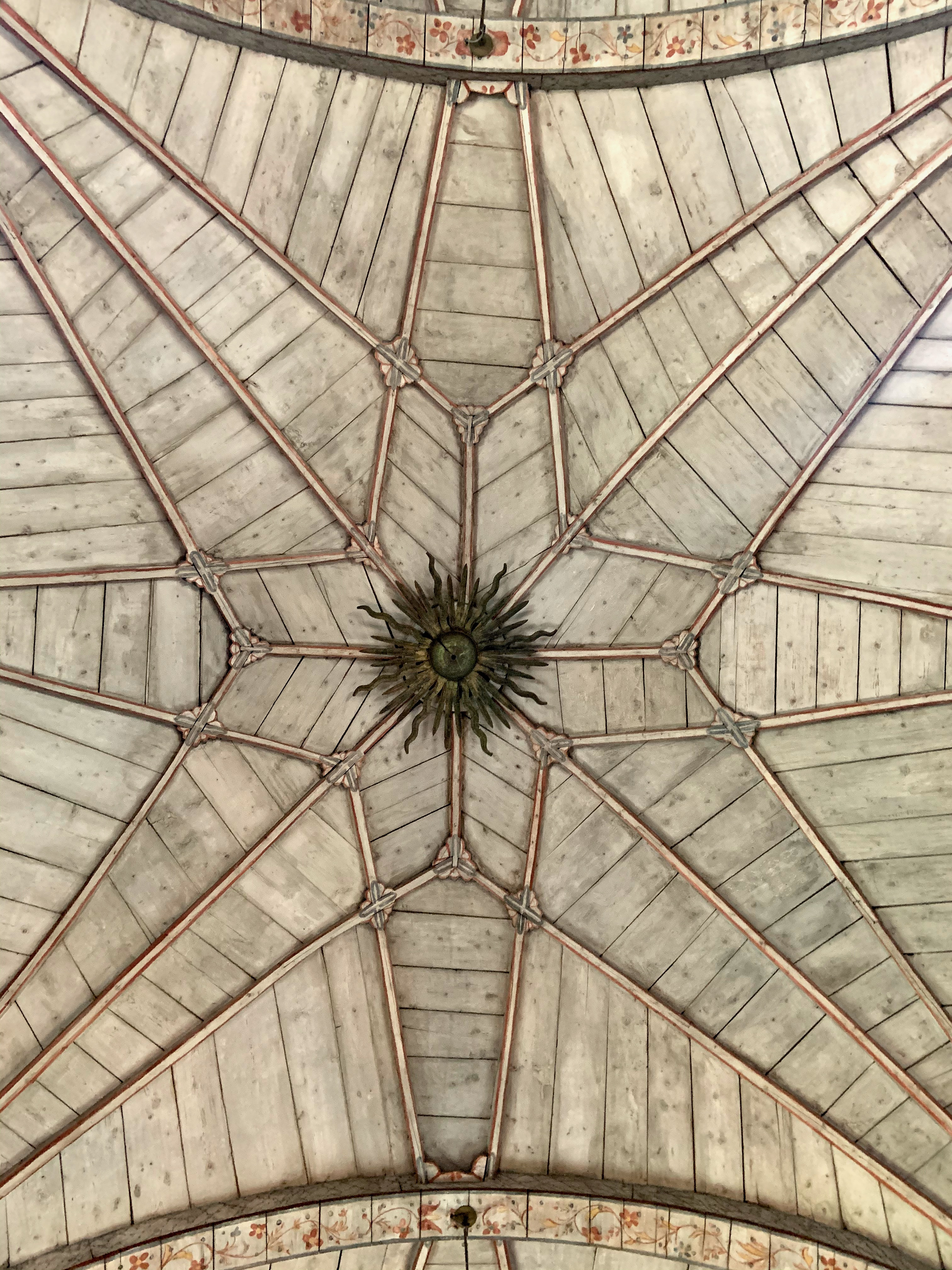
Die hölzerne Decke
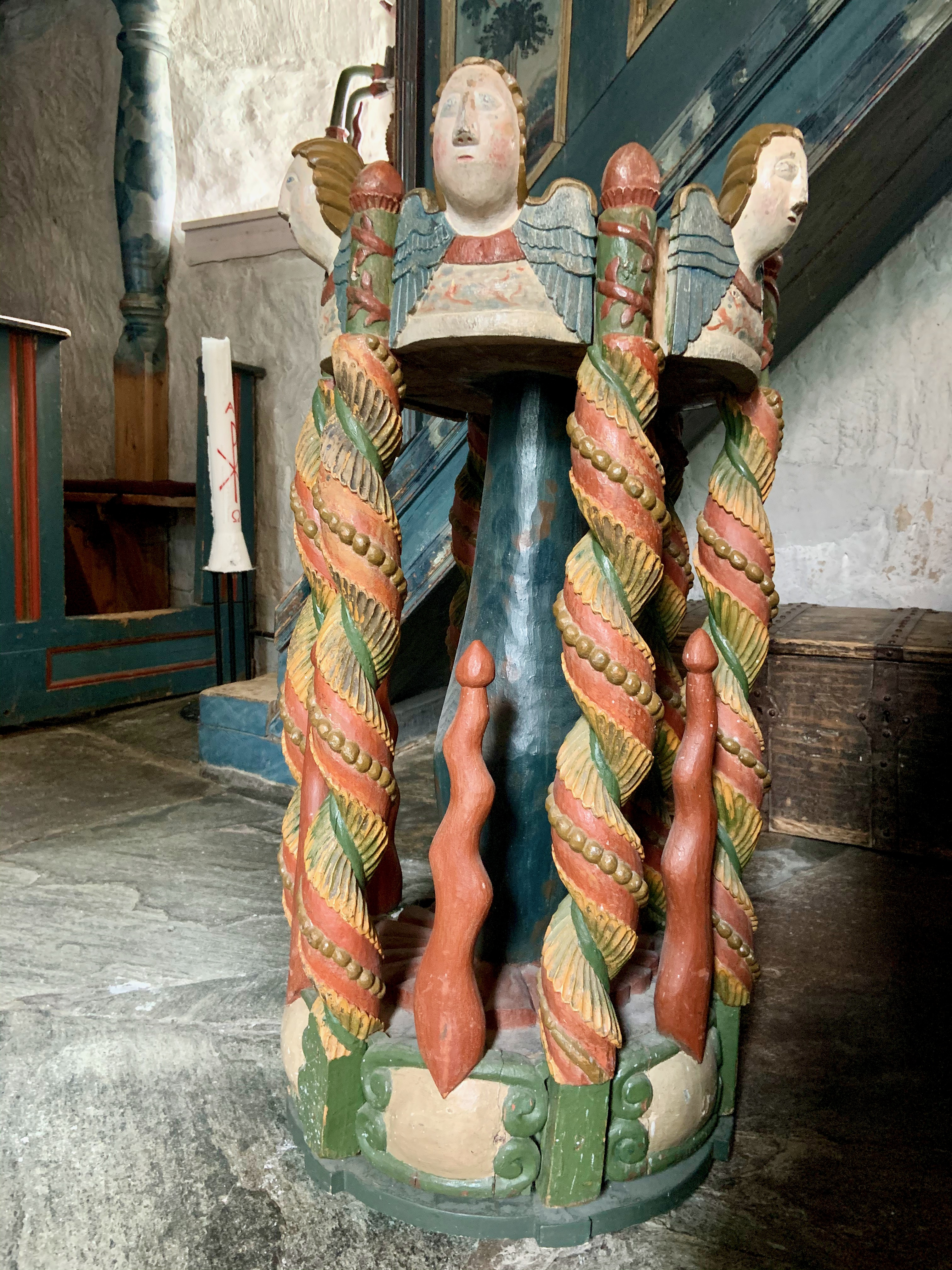
Das hölzerne Taufbecken
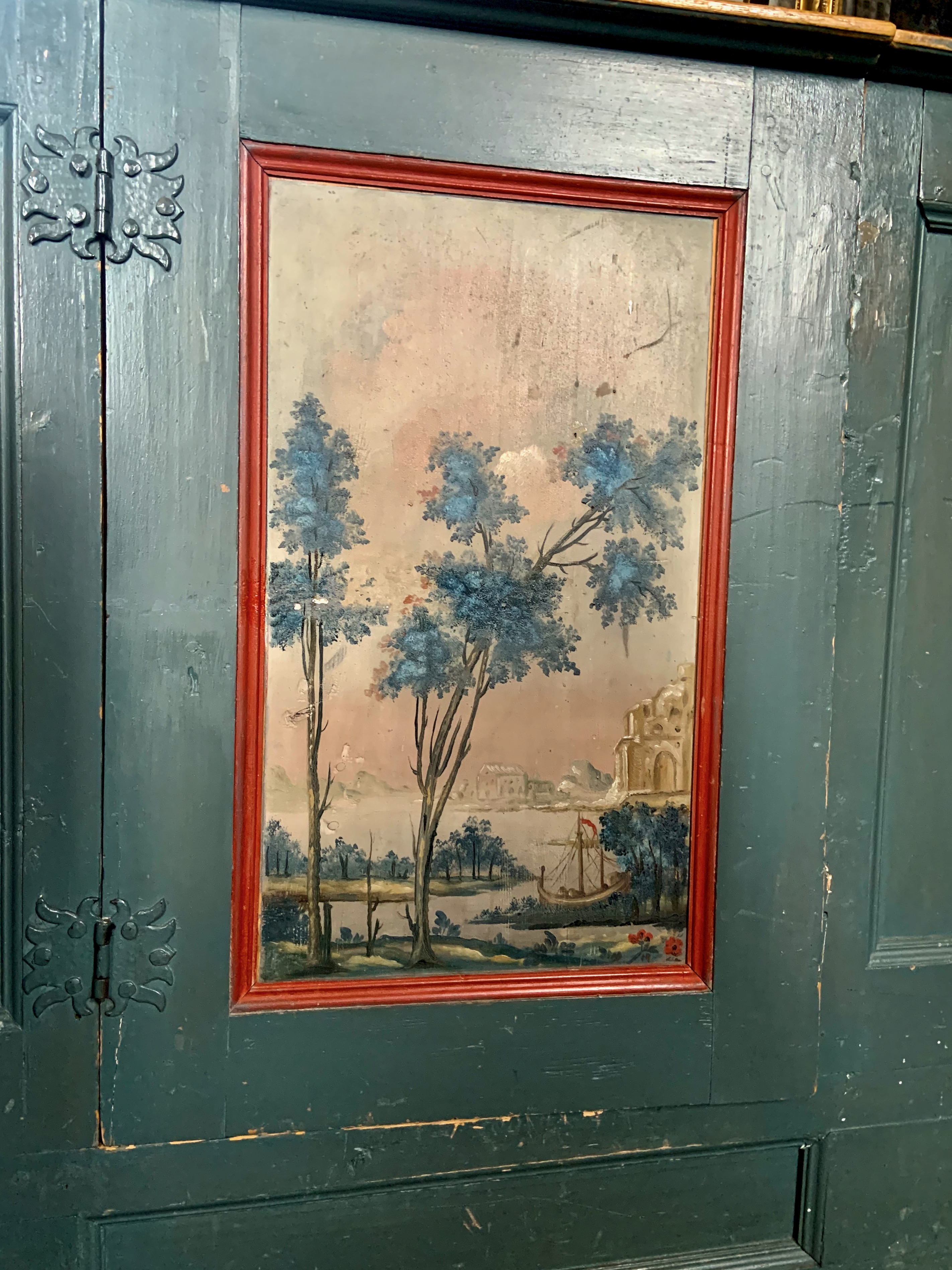
Detailansicht der Fronten im Altarbereich
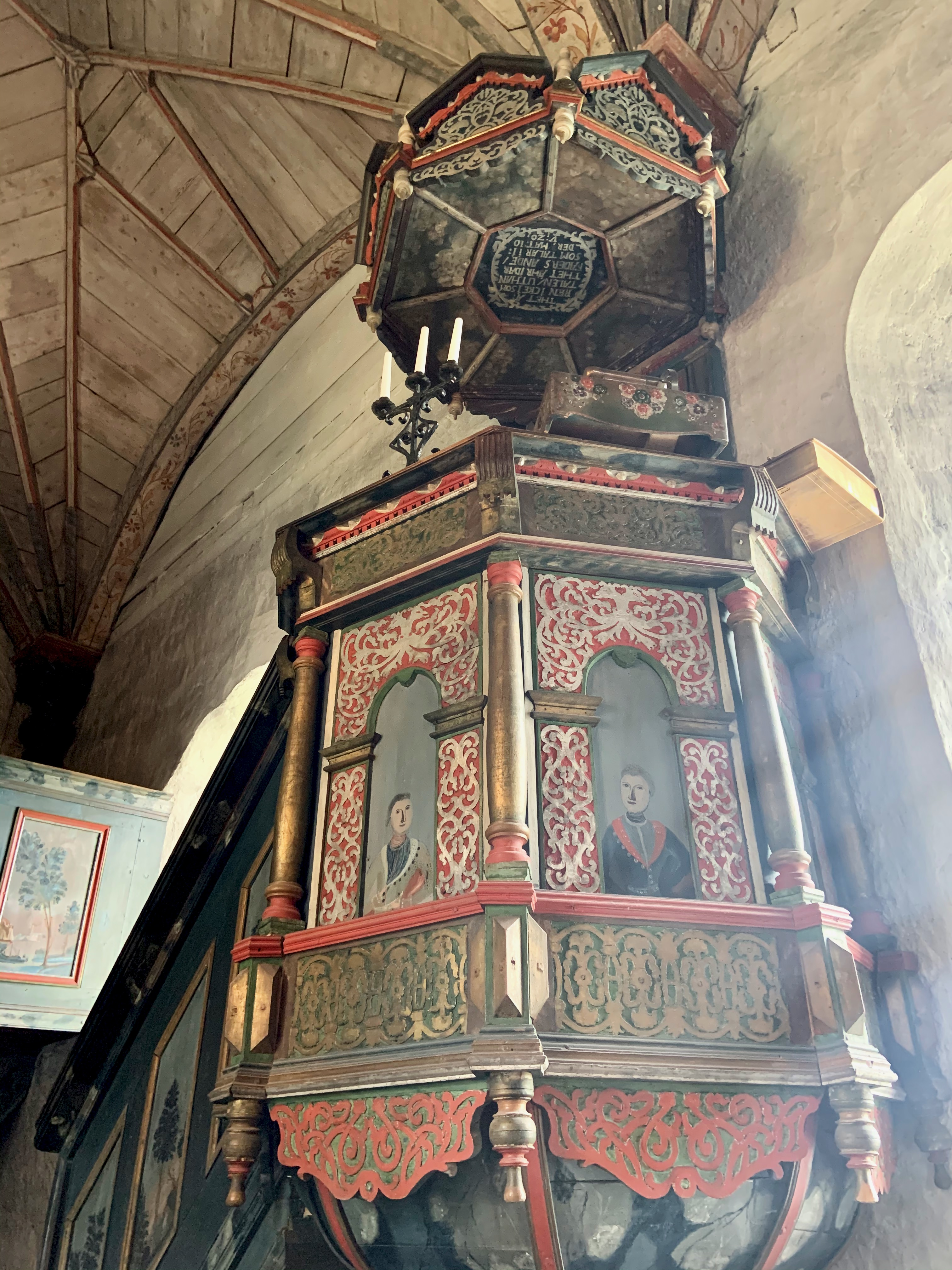
Die reich verzierte Kanzel

## Sportwettkämpfe und Olympiabewerbungen

### Alpine Ski-WM 1954
Im Februar 1954 fand in Åre die alpinen Skiweltmeisterschaften statt. Den Abfahrtslauf verfolgten 20.000 Zuschauer vor Ort.

### Alpine Ski-WM 2007
Vom 3. bis 18. Februar 2007 fand in Åre erneut die alpinen Skiweltmeisterschaften statt. Die Wettkämpfe wurden auf den Skipisten Olympia, Gästrappet und der für diese WM neugebauten WM-Strecke ausgetragen. Die WM-Strecke wurde dabei wie schon zuvor die Störtloppspiste von Bernhard Russi entworfen. Die Pisten haben ein gemeinsames Zielgebiet beim Skilift VM 8. Insgesamt wurde die WM vor Ort von 80.000 Zuschauern verfolgt.

### Alpine Ski-WM 2019
Am 5. Juni 2014 gab der internationale Skiverband bekannt, dass Åre Ausrichter der alpinen Skiweltmeisterschaften 2019 sein wird.

### Mountainbike-WM 1999
Vom 11. bis 19. September 1999 fanden in Åre die Weltmeisterschaften im Mountainbike statt. Ausgetragene Disziplinen waren Cross Country und Downhill jeweils für Junioren und Erwachsene. Die Wettkämpfe fanden dabei im Bereich des Worldcupliften, der Bergbanan und des Hummellift statt.

### Weltcup Veranstaltungen im Skisport
In Åre finden regelmäßig Weltcupwettbewerbe im Ski Alpin statt. Der letzte Weltcup im Ski Alpin fand im März 2015 statt. Auch in den Saisons 2015/2016 und 2017/2018 (Weltcupfinale) fanden Weltcupwettbewerbe im Ski Alpin in Åre statt.
Im Februar 2016 fanden in Åre zudem Weltcupwettbewerbe im Skicross und im Freestyle statt.

### Olympiabewerbungen
Åre hat sich als Nebenort für die alpinen Veranstaltungen insgesamt zehnmal erfolglos um die Austragung der Olympischen Winterspiele beworben:
1964, 1968 und 1972 mit dem Hauptort Lahti (Finnland),
1976 mit dem Hauptort Tampere (Finnland),
1984 mit dem Hauptort Göteborg,
1988 und 1992 mit dem Hauptort Falun sowie
1994, 1998 und 2002 mit dem Hauptort Östersund.
Für Olympia 1994 unterlagen Östersund/Åre dabei nur knapp Lillehammer.

#### Olympiabewerbung 2022
Die schwedische Hauptstadt Stockholm bewarb sich gemeinsam mit der Stadt Åre um die Austragung der Olympischen Winterspiele 2022. In Åre finden bereits regelmäßig Alpine Skiweltcups der Frauen im Slalom und im Riesenslalom statt. Am 17. Januar 2014 gab Bürgermeister Sten Nordin bekannt, dass Stockholm seine Bewerbung zurückzieht. Die Stockholmer Bewerbung scheiterte am Widerstand der Bevölkerung sowie Teilen der Politik. Als Grund werden Sorgen vor zu hohen Kosten angeführt.

## Söhne und Töchter der Stadt
- Oskar Elofsson (* 1998), Freestyle-Skier
- Lars-Börje Eriksson (* 1966), Skirennläufer
- Henrik Jansson (* 1972), Snowboarder
- Kajsa Kling (* 1988), Skirennläuferin
- Henrik Lundqvist (* 1982), Eishockeytorhüter in der NHL
- Joel Lundqvist (* 1982), Eishockeyspieler in der NHL
- May Nilsson (1921–2009), Skirennläuferin
- Richard Rikardsson (* 1974), Snowboarder
- Olle Rolén (* 1944), Skirennläufer
- Mattias Rönngren (* 1993), Skirennläufer
- Sarah Thomasson (1925–1996), Skirennläuferin
- Fredrik Thulin (* 1972), Freestyle-Skier